# 3Xtrim 550 Trener
Il 3Xtrim 550 Trener è un aereo da addestramento e da turismo monomotore leggero ad ala controventata con carrello triciclo anteriore, fisso. Questo modello viene consegnato in kit di componenti da assemblare oppure già finito e pronto al volo. È stato prodotto insieme ad altre due versioni: 3Xtrim 450 Ultra e  3Xtrim 495 Ultra+.